# André (cubiculário)
André (em grego medieval: Ἀνδρέας; romaniz.: Andréas) foi um oficial bizantino do século VII, ativo durante o reinado de Constante II (r. 641–668). 

## Vida

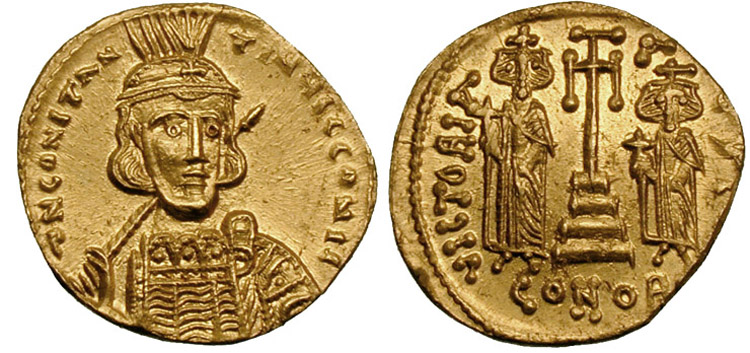
Soldo de r.

André era eunuco. Era um dos dignitários mais influentes de Constantinopla na década de 660 e ocupava o ofício de cubiculário. De acordo com Teófanes, o Confessor, impediu em 633, com Teodoro de Coloneia, a tentativa de Constante de transferir sua esposa e filhos à Itália através de uma revolta popular na capital. Em 667/8, foi enviado por Constantino IV (r. 668–685) como emissário ao califa omíada Moáuia I (r. 661–680) para obter sua ajuda contra o usurpador Sabório. Ao chegar, depara-se com o estratelata Sérgio, que era pró-Sabório e chamou-o de eunuco. Em seu retorno, prendeu, torturou e executou Sérgio. No inverno de 668/9, comanda destacamento de tropas que recapturou Amório, então ocupada pelos árabes, e matou a guarnição de cinco mil árabes.